# 카미카제 (칵테일)

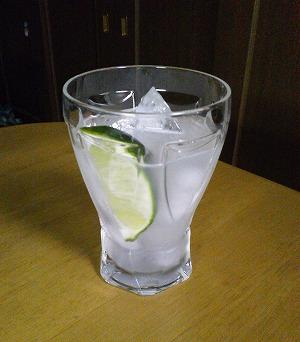
카미카제

카미카제(영어: Kamikaze)는 보드카 베이스의 칵테일 중 하나이다.

## 같이 보기
- 김렛 (칵테일)